# Харитоненко (род)
Харитоненко — купеческий, затем дворянский род.

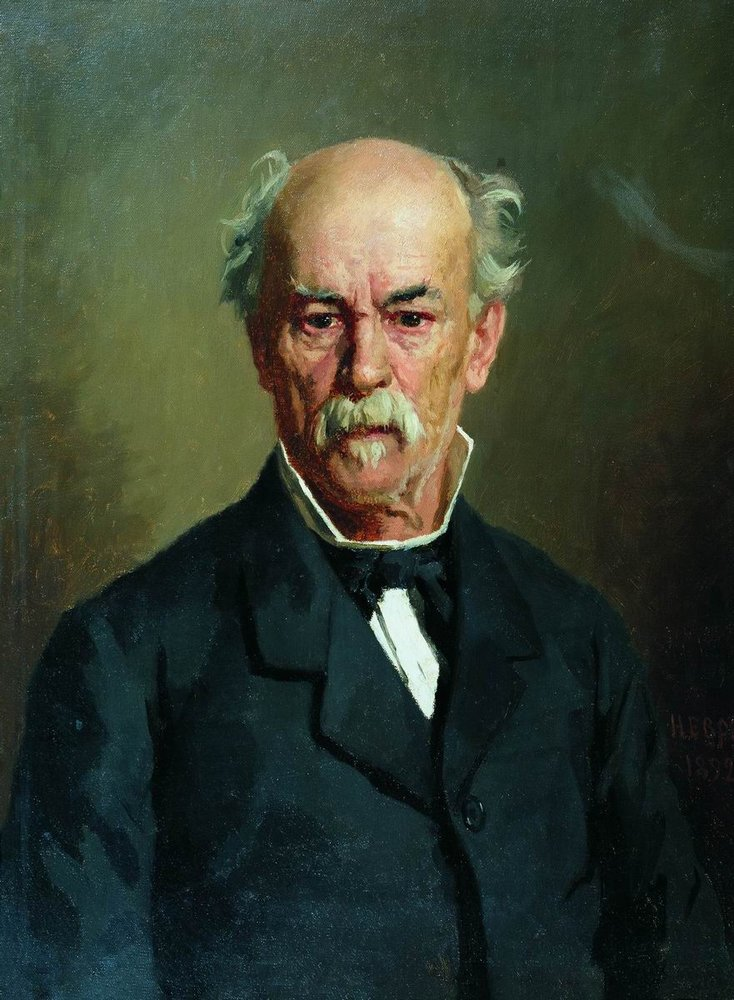
Н. В. Неврев Портрет Герасима Харитоненко

Начало рода пошло от Герасима Емельяновича Харитоненко (1781—1849), войсковый обыватель, затем купца 3-й гильдии, уроженца и глава с. Нижняя Сыроватка Харьковской губернии.
Его сын Иван Герасимович (1822—1891), сахарозаводчик.
Сын предыдущего, Павел Иванович (1852—1914) — промышленник и предприниматель, сахарозаводчик, покровитель искусств, коммерции советник, действительный статский советник, возведён в потомственное дворянское достоинство Российской Империи 18.04.1899 и на указанное достоинство жалован дипломом. Определением Департамента Герольдии Правительствующего Сената 26.10.1900 в потомственном дворянском достоинстве с правом на внесение в 1-ю часть Дворянской родословной книги признаны его жена Вера Андреевна и трое его детей.

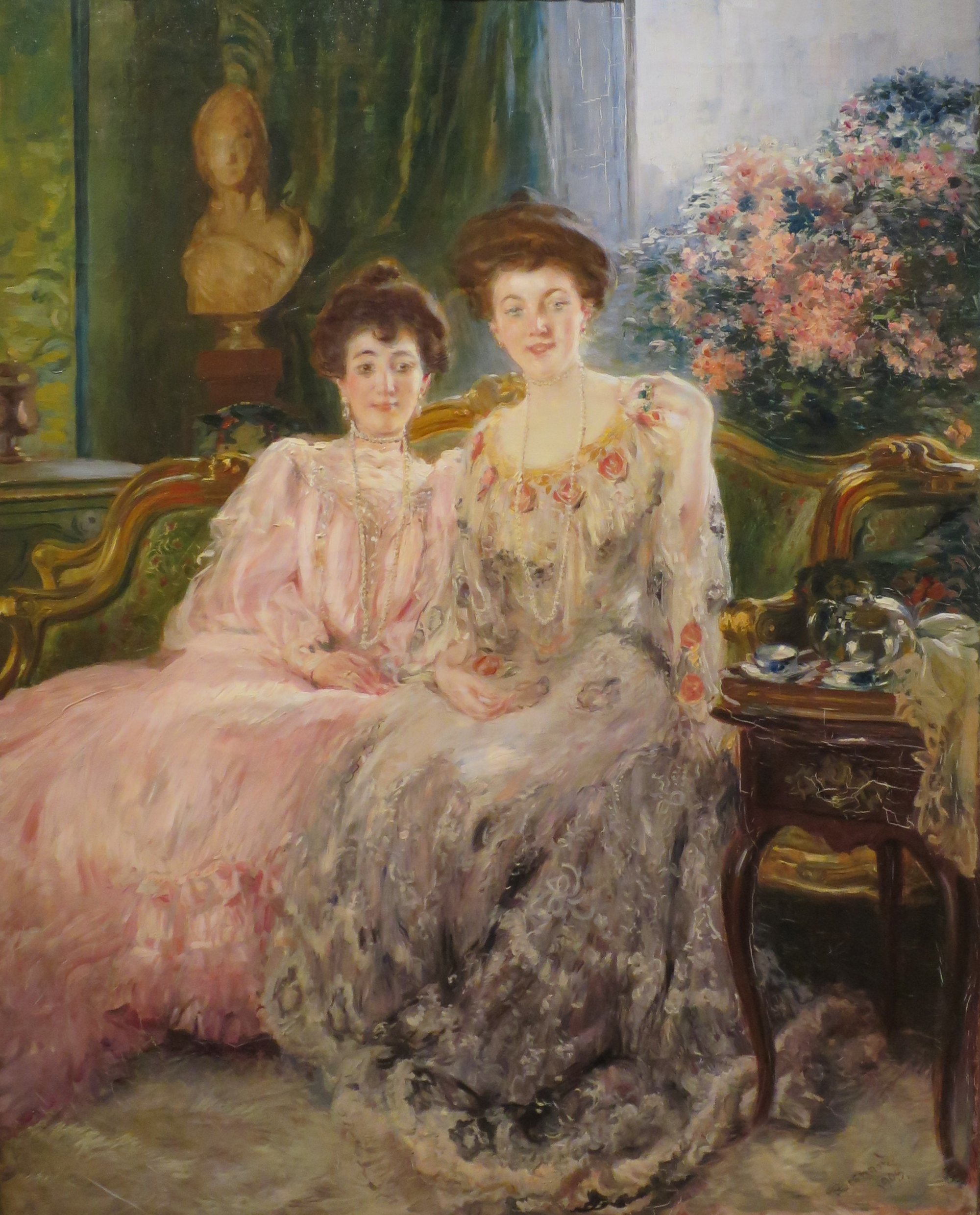
А. Бенар. Портрет сестёр Харитоненко. 1903
(княгиня Е. П. Урусова и графиня Н. П. Стенбок)

Род Харитоненко пресёкся на его сыне, Иване (1893—1927), который покончил с собой в эмиграции, в Мюнхене. Потомки дочерей Елены Павловны и Натальи Павловны рассеялись по миру (Швейцария, Франция и др.).

## Описание герба
В лазуревом поле серебряный столб, обременённый чёрным Меркуриевым жезлом и сопровождаемый с каждой стороны пятью перевязанными червлёной лентою золотыми колосьями; шлем дворянский с дворянской короной; нашлемник: два чёрных орлиных крыла; намёт лазуревый с серебром; девиз серебряными буквами на лазуревой ленте: ТРУДОМЪ ВОЗВЫШАЮСЬ.